# Nowogród (województwo kujawsko-pomorskie)
Nowogród – wieś w Polsce położona w województwie kujawsko-pomorskim, w powiecie golubsko-dobrzyńskim, w gminie Golub-Dobrzyń.

## Podział administracyjny
Do 1954 roku istniała gmina Nowogród. W latach 1975–1998 miejscowość położona była w województwie toruńskim.

## Demografia
Według Narodowego Spisu Powszechnego (III 2011 r.) wieś liczyła 433 mieszkańców. Jest jedenastą co do wielkości miejscowością gminy Golub-Dobrzyń.

## Obiekty zabytkowe
We wsi znajduje się murowany kościół wzniesiony w stylu neogotyckim w latach 1900–1906, konsekrowany 29 sierpnia 1910, siedziba parafii pw. ścięcia św. Jana Chrzciciela.